# هشت‌بهشت (مجموعه تلویزیونی ۱۳۶۹)
هشت‌بهشت یک مجموعهٔ تلویزیونی ایرانی به کارگردانی اکبر خواجویی است که طی سال‌های ۱۳۶۷ تا ۱۳۶۹ از شبکه دو پخش شد. فیلمبرداری این مجموعه در اطراف روستای نیستانک شهرستان نائین انجام گرفته‌است.

## خلاصه داستان
حوادث این مجموعه برگرفته از داستان‌های کتاب‌های کهن فارسی همچون جوامع الحکایات و لوامع الروایات، فرج بعد از شدت، گلستان سعدی و مثنوی معنوی است.

## گزیدهٔ بازیگران
- هادی اسلامی در نقش حکیم امجد
- خسرو شجاع‌زاده در نقش ناصر راهزن
- سیروس گرجستانی در نقش یحیی
- فاضل اجبوری در نقش درویش
- حسین خانی بیک
- بهمن روزبهانی در نقش تیمور راهزن
- میرصلاح حسینی در نقش احمد راهزن
- حسین پناهی در نقش یارعلی نوکر تاجر
- منصور فرنیا در نقش حاج یعقوب تاجر
- کاظم افرندنیا در نقش سلیمان راهزن
- سیامک اطلسی در نقش میر نصیر
- حسن اکلیلی
- شاپور بخشایی
- هوشنگ حریرچیان
- اردلان شجاع‌کاوه